# Jelena Lapoega
Jelena Grigorjevna Lapoega (Russisch: Елена Григорьевна Лапуга-Конотопова) (Pavlodar, 17 mei 1964) is een schaatsster uit de Sovjet-Unie en later Rusland. Ze vertegenwoordigde haar vaderland op de Olympische Winterspelen 1988 in Calgary en was lid van het Gezamenlijk team tijdens de Olympische Winterspelen 1992 in Albertville.

## Resultaten

### Olympische Spelen
| Jaar | Plaats      | Resultaten                                   |
| ---- | ----------- | -------------------------------------------- |
| 1988 | Calgary     | 05e 1500 meter 07e 3000 meter 05e 5000 meter |
| 1992 | Albertville | 28e 1000 meter 25e 1500 meter                |

### Wereldkampioenschappen
| Jaar          | Plaats      | Resultaten   | Resultaten                                 |
| ------------- | ----------- | ------------ | ------------------------------------------ |
| 1986 Allround | Den Haag    | 08e Allround | 13e 500 m 08e 1500 m 07e 3000 m 10e 5000 m |
| 1987 Allround | West Allis  | 12e Allround | 16e 500 m 17e 1500 m 15e 3000 m 04e 5000 m |
| 1988 Allround | Skien       | 06e Allround | 19e 500 m 07e 1500 m 06e 3000 m 06e 5000 m |
| 1989 Allround | Lake Placid | 10e Allround | 17e 500 m 01e 1500 m 12e 3000 m 12e 5000 m |
| 1990 Allround | Calgary     | 13e Allround | 17e 500 m 11e 1500 m 16e 3000 m 12e 5000 m |

### Europese kampioenschappen
| Jaar          | Plaats       | Resultaten   | Resultaten                                 |
| ------------- | ------------ | ------------ | ------------------------------------------ |
| 1986 Allround | Geithus      | 12e Allround | 22e 500 m 10e 1500 m 12e 3000 m 08e 5000 m |
| 1987 Allround | Groningen    | 06e Allround | 10e 500 m 04e 1500 m 06e 3000 m 06e 5000 m |
| 1989 Allround | West-Berlijn | 11e Allround | 10e 500 m 08e 1500 m 10e 3000 m 12e 5000 m |

### Nationale kampioenschappen
Sovjet-Unie (inclusief GOS, 1992), Kazachstan in 1993 en Rusland in 1994.
| Seizoen | 1000 m | 1500 m | 3000 m | 5000 m | Allround | Sprint |
| ------- | ------ | ------ | ------ | ------ | -------- | ------ |
| 1983    |        |        |        |        | 7e       |        |
|         |        |        |        |        |          |        |
| 1986    |        |        |        |        | 4e       |        |
| 1987    |        |        |        |        | Goud     |        |
| 1988    |        |        |        |        | Goud     |        |
| 1989    |        |        |        |        | Brons    |        |
| 1990    |        |        |        |        | 6e       |        |
| 1991    |        |        |        |        | 4e       |        |
| 1992    | Goud   | Brons  | 4e     | 10e    |          |        |
| 1993    |        |        |        |        | DNF      | Goud   |
| 1994    |        |        |        |        | Zilver   | 12e    |

### Wereldbeker
Klassement
| Seizoen   | 1000 m | 1500 m | 3000 & 5000 m |
| --------- | ------ | ------ | ------------- |
| 1986/1987 |        | 29e    | 25e           |
| 1988/1989 | 38e    | 35e    | 19e           |
| 1989/1990 |        | 28e    | 23e           |
| 1993/1994 |        | 23e    | 28e           |

## Persoonlijke records
| Afstand    | Tijd    | Datum            | Baan    |
| ---------- | ------- | ---------------- | ------- |
| 0500 meter | 1.42,16 | 25 maart 1988    | Medeo   |
| 1000 meter | 1.21,00 | 18 januari 1992  | Medeu   |
| 1500 meter | 2.04,24 | 13 februari 1988 | Calgary |
| 3000 meter | 4.20,48 | 23 december 1989 | Medeo   |
| 5000 meter | 7.28,65 | 13 februari 1988 | Calgary |